# Geschiedenis van Urk

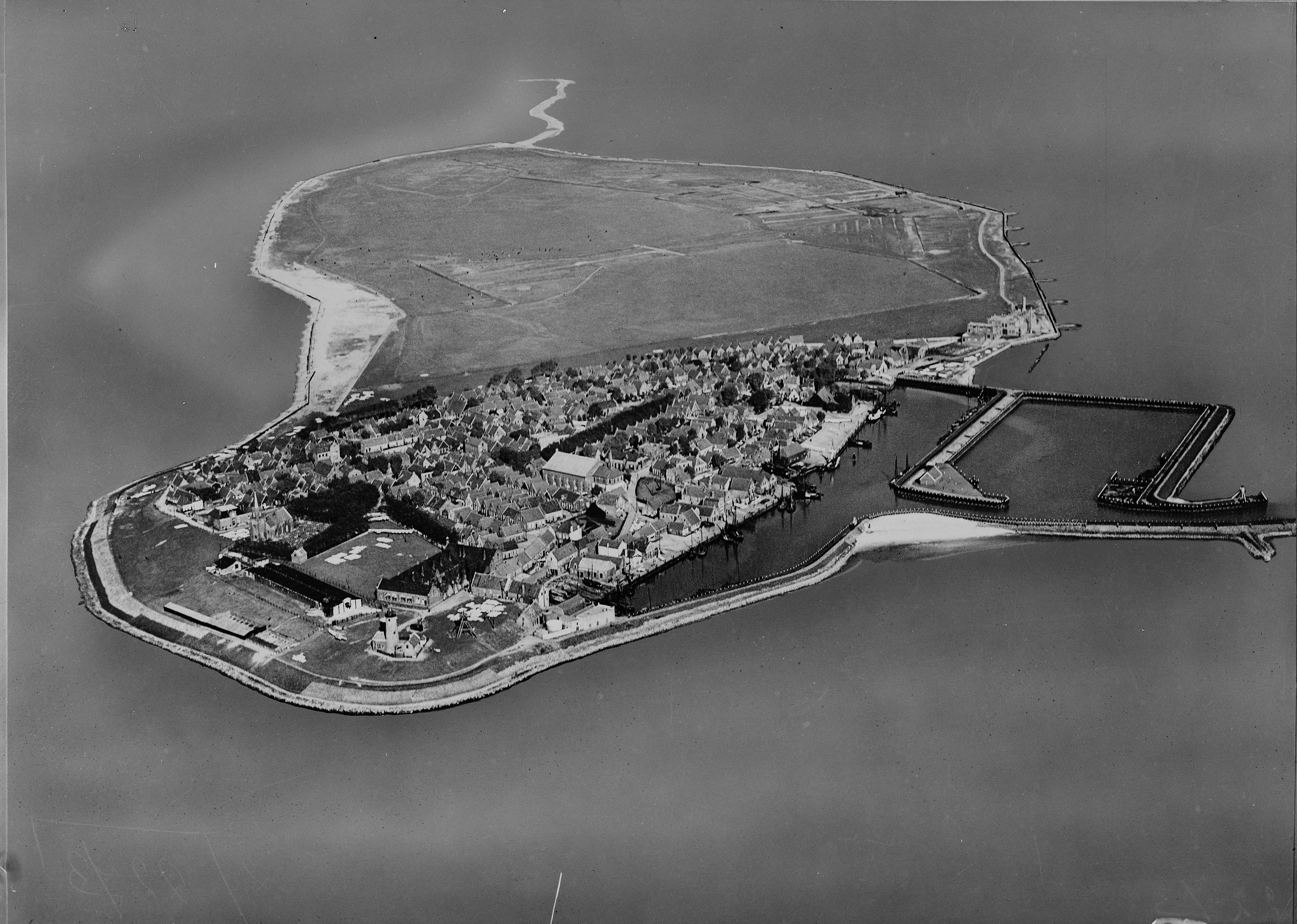
Luchtfoto van Urk voor de inpoldering

Dit artikel behandelt de geschiedenis van Urk, een voormalig eiland en huidige gemeente in de provincie Flevoland van Nederland.

## Middeleeuwen
De geschiedenis van Urk is ouder dan lang is gedacht. Rond 915 volgt Meginhardt IV zijn vader Wichman op als graaf van Frisia. Wichman was graaf van het hele gebied van Hamaland tot Noordzee. De noordelijke grens van Hamaland lag ongeveer ter hoogte van Deventer. Wichman was dus graaf over het gebied van Deventer t/m de noordkust.
Dit gebied was opgedeeld in verschillende gouwen, bijv. Westergo en Oostergo. De grenzen van de graafschappen zullen regelmatig verschoven zijn. Nederland bestond voor een groot deel uit onbegaanbare gebieden zoals wouden en moerassen. Een graaf bestuurde soms meerdere graafschappen. Zo kon het voorkomen dat de graaf van Hamaland ook graaf van Veluwe was. Meginhardt IV was graaf van Salland, Veluwe, Drenthe, Hunsingo en waarschijnlijk ook Naerdincklant (’t Gooi). 
De landen (of eilanden) van Urck lagen dus tussen verschillende graafschappen in het Almare, een binnenzee die later de Zuiderzee zou worden. Meginhardt IV kwam in 938 in opstand tegen keizer Otto I. Otto I wist de opstand echter neer te slaan en dit had gevolgen voor Meginhardt. Hij werd uit het ambt van graaf ontzet.  
Keizer Otto begenadigde graaf Meginhardt IV in 944, maar hij kreeg zelf zijn titels niet terug. Deze gingen naar zijn twee zonen. Zoon Wichman kreeg de Eltense burcht. Rond 955 overleed Meginhardt op de Eltenberg. 
In 950 Wichman IV trouwt met Luitgardis van Vlaanderen. Keizer Otto I schenkt Wichman diverse goederen in het territorium Urck. Na het overlijden van zijn vrouw in 962 en zoontje in 966 liet Wichman IV de houten burcht ombouwen tot een uit steen opgetrokken stift. Zijn dochter, Luitgard, werd de eerste abdis. 
Een stift, of sticht, was een gebied waar een abt, proost of bisschop als heer/vorst wereldlijke zeggenschap had. Stift Elten was een wereldlijk stift voor (hoog)adellijke dames. Adellijke dochters werden hier voorbereid op hun toekomstige taak als gravin of vorstin. De reden waarom Wichman de stift stichtte was voor het zielenheil van zijn in 962 gestorven vrouw en in 966 overleden zoontje. 
In 973 neemt keizer Otto II de stift onder zijn bescherming. Hij verleende de stift immuniteit waardoor Elten een rijksstift werd. Immuniteit houdt hier in dat in het gebied van de stift de regels van de stift golden. Het waren bestuurlijke eilandjes. De broer van keizer Otto I, Bruno, bouwt in Keulen een Pantaleon klooster. Hij klopt bij zijn broer aan om hulp. Het klooster heeft land nodig om in haar onderhoud te kunnen voorzien.  Otto schenkt zijn broer een goed gelegen in het territorium Urck dat lag in het graafschap Egbert, maar ook een goed dat lag in het graafschap van Wichman. Wichman zal hiertegen niet geprotesteerd hebben, hij had nog wat goed te maken met de keizer omdat zijn vader had deelgenomen aan de opstand. 
De schenkingsakte uit 966 van Otto I aan het Sint-Pantaleonsklooster te Keulen. De tekst luidt:

cuiusdam insulae medietatem in Almere, que Urch vocatur

de helft van een zeker eiland in het Almere, dat Urch genoemd wordt
— Schenkingsakte van keizer Otto I

Het is het oudste document waarin Urk genoemd wordt.
Uit latere oorkonden komen we te weten dat de nederzettingen Nagele en Ens tot de leengoederen van het klooster Elten behoorden. In 966 schenkt Wichman al zijn goederen aan het klooster. De goederen waren vrij van grafelijke of andere rechten. Zijn oudste dochter, Adela, was het hier niet mee eens. Zij kreeg maar een derde van de bezittingen. Adela heeft tot 996 aan het keizerlijke hof procedures gevoerd, uiteindelijk verkreeg zij de helft van haar vaders bezittingen. Urck was daar geen onderdeel van. 
Op de eilanden van Urck bevonden zich dus een aantal goederen die onder beheer waren van twee kloosters in wat nu Duitsland is. Het klooster in Keulen en de stift in Elten verkregen hun inkomsten uit de goederen die op Urck lagen.  
Het leengoed van Wichman kunnen we waarschijnlijk situeren in het oostelijk deel van het Urkerbos, tussen Staartweg en Camping Urkerbos. In de buurt van Tollebeek moet de havenplaats Nagele hebben gelegen. Nagele was via de IJssel goed te bereiken. Het landgoed van Wichman lag goed beschermd achter de keileembult. De grond was vruchtbaar zij het venig maar door sloten goed af te wateren.  
In 1107 maakt Koning Henrik V Hendrik van Zutfen, in ruil voor andere goederen, graaf van Agridogen. Het territorium Urck maakt deel uit van dit graafschap. 
In diezelfde tijd geeft Herman van Zutfen, de abt van het pantaleon klooster in Keulen en familie van, de bezittingen op het territorium Urk in pacht aan de proost Adelhardus. Ook van Adelhardus wordt vermoed dat hij bij de familie behoorde. De exploitatie van het territorium liep terug. Bij goed gedrag zou de pacht omgezet worden in erfpacht.  
Wanneer in 1118 graaf Hendrik van Zutfen overlijdt, schenkt de koning het graafschap van de bisschop van Utrecht. In hetzelfde jaar krijgt deze bisschop ook Kuinre in bezit. Dit was waarschijnlijk ook een landgoed behorende aan de burcht (of mottekasteel) in Kuinre. Waarschijnlijk leende bisschop Godebald Kuinre weer aan Adelhardus.  
Coenraad was vermoedelijk de zoon van Adelhardus. Wanneer bisschop Godfried van Rhenen in 1165 ter bescherming van zijn gebied burchten gaat bouwen in oa. Kuinre en Vollenhove. De burcht in Kuinre komt in leen bij een borggraaf. Deze borggraaf is vermoedelijk Hendrik, zoon van Coenraedt van Oric (Urck)
In 1196 bedraagt Hendrik van Kuinre zich als de graaf van dit gebied. Hendrik is de kleinzoon van Coenraad en hij wordt genoemd als graaf van Cunre (Kuinre), Urck en Emelweerd. Het zijn de restanten van het oude graafschap Agridiogen. 
In een uit 1225 stammende oorkonde staat nog beschreven dat het Pantaleon klooster in Keulen in het gebied Urck welvarende bezittingen had en ook dat Nagele goed te bereiken was via de IJssel. Ook in een uit 1245 stammend document wordt Urk nog genoemd als bezit van het klooster, maar later niet meer. In 1248 is het gebied getroffen door een zware stormvloed waarbij een groot deel van de venige bovengrond werd weggeslagen en zo onder water kwam staan. 
In 1272 wordt voor het eerst melding gemaakt van de Suderzee, oftwel Zuiderzee. Aangenomen wordt dat Urk toen al behoorlijk moet zijn verkleind. 
In de 10e eeuw was er dus al sprake van een vaste bewoning, zoals blijkt uit de hierboven vermelde schenkingsakte. In 1285 kwam Urk in handen van de graven van Holland en later van de burgemeester van Enkhuizen. In de 14e en 15e eeuw was op Urk een klein garnizoen gestationeerd om de Hanzevaart te beschermen.
Vanaf 1476 ging de hoge heerlijkheid Urk over van de Hollandse familie Van Swieten naar het Utrechtse geslacht Zoudenbalch, achtereenvolgens van 1476 tot 1495 Evert Zoudenbalch (1424-1503), van 1495 tot 1530 Evert Zoudenbalch (1455-1530), van 1530 tot 1558 Johan Zoudenbalch (1503-1558), van 1558 tot 1567 Evert Zoudenbalch (1540-1567), van 1567 tot 1599 Gerrit Zoudenbalch (1541-1599). Hij werd opgevolgd door zijn zus Walravina Zoudenbalch (1538-1616) die van 1601 tot 1614 de laatste vrouwe van Urk en Emmeloord was uit dit geslacht.

## 17e en 18e eeuw

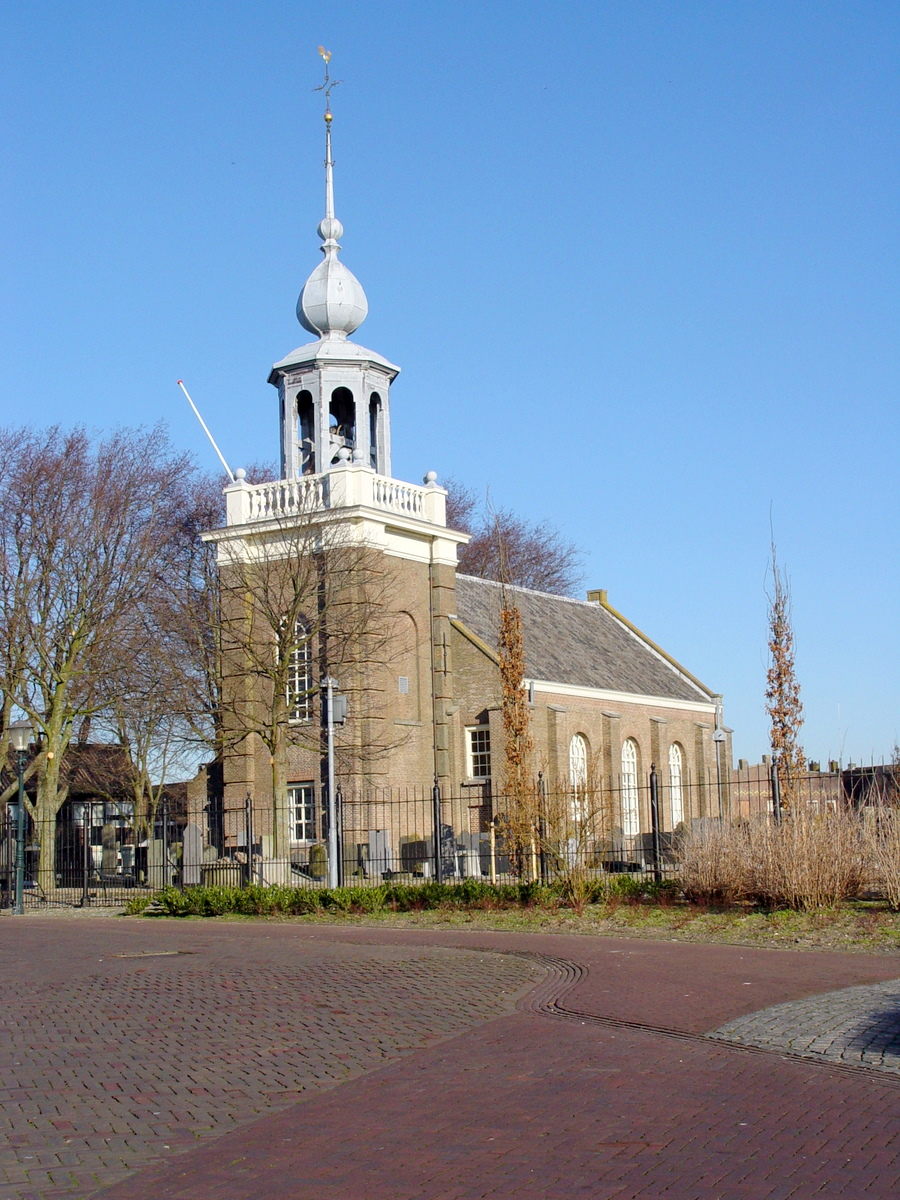
Het Kerkje aan de Zee (1786) is het oudste gebouw van Urk.

Tussen 1614 en 1660 was deze heerlijkheid in bezit van het Antwerpse geslacht Van de Werve. Van de boerengemeenschap van driehonderd zielen bezweek in 1632 de helft aan de pest. Omdat ook veel landbouwgrond werd verloren aan de zee, schakelden de Urkers noodgedwongen over op de visserij. In 1660 verkocht Johan van de Werve het eiland aan Amsterdam. De ambachtsheerlijkheid van Urk en Emmeloord werd door verschillende Amsterdamse regenten zoals Andries de Graeff, Nicolaes Witsen, Hendrik Daniëlsz Hooft en Jan Elias Huydecooper bestuurd. Amsterdam verstevigde met deze aankoop zijn positie in de handel, omdat Urk het centrale punt in de Zuiderzee was, waar alle scheepvaartroutes langs liepen.
In die tijd vond aan de zeekant een jaarlijks landverlies  plaats. Amsterdam liet daarom rondom het eiland een paalscherm aanbrengen, dat verdere kustafslag voorkwam.
Werd tot voor kort gedacht dat er in de 17e eeuw alleen een kleine boerengemeenschap op het eiland woonde, na de vondst in 2020/21 van een flinke hoeveelheid pijpekoppen moest men dat beeld bijstellen. Tabak was een luxeproduct, en er moet een goed gesitueerde burgerij op Urk hebben gewoond.
Tot 1792 bleven Urk en het Schoklandse Emmeloord behoren bij Amsterdam, waarna de Staten van Holland de eilanden overnam. In 1824 werd Urk een Noord-Hollandse gemeente en tot 1950 bleef Urk bij de provincie Noord-Holland, daarna tot 1986 bij de provincie Overijssel, net als de Noordoostpolder, waaraan Urk sinds de inpoldering was gekoppeld. Vanaf 1 januari 1986 hoort de gemeente bij Flevoland. Hiermee is Urk de enige gemeente in Nederland die in drie provincies heeft gelegen.

## Aansluiting op het vasteland
De eerste aansluiting met het vasteland was telefonisch. In 1897 kwam een verbinding tot stand die bedoeld was om de weersverwachtingen door te geven aan de vuurtorenwachter. De vuurtorenwachter bediende de seinpaal om zo schepen op de Zuiderzee op de hoogte te stellen van het naderende weer. De telefoonverbinding werd al snel ook gebruikt voor commerciële doeleinden en bleek vooral voor de haring- en ansjovishandel van groot belang. In 1912 werd een tweede kabel gelegd. Deze was naar Kampen en kostte ruim 100.000 gulden. De kabel lag er voordat het postkantoor was verbouwd, waardoor hij niet direct gebruikt kon worden.
Urk werd in 1939 in het kader van de Zuiderzeewerken verbonden met een dijk voor de aanleg van de Noordoostpolder. Bij de opzet van die polder werd het dorp echter volledig buiten de planning gehouden. De toen heersende rassenleer was daar de oorzaak van. Men dacht dat op het eiland wellicht nog restanten van de oer-Batavier te vinden waren. Het gevolg was dat wetenschappers naar Urk togen om daar volkenkundig onderzoek te plegen. Aan de hand van bijvoorbeeld schedelmetingen hoopte men zo meer te weten te komen over de vroegere Nederlanders. De Urker bevolking werd door de Nederlandse wetenschappers in de jaren voor de Tweede Wereldoorlog zelfs voor 'achterlijk' versleten, incapabel voor het werk op het land.
Met deze denkbeelden werd in de jaren dertig de nieuwe 'Urkerpolder' opgezet. Om het Urker probleem (het eiland was overbevolkt, kende veel ziekten en veel armen en de visserij werd als 'ten dode opgeschreven' beschouwd) op te lossen werd zelfs het voorstel gedaan om dan maar de helft van de bevolking en de toekomstige aanwas "uit te stooten" (verhuizen). Dit voorstel haalde het niet, maar het was duidelijk dat de Urkers niet werden opgenomen in de plannen: de polder werd hernoemd tot 'Noord-Oostelijke Polder' om de gedachte aan Urk zo veel mogelijk op de achtergrond te houden. Hoewel het eiland dus al in 1939 met het land verbonden was, kreeg het dorp pas in 1948 een wegverbinding. De bevolking van Urk werd ook niet in de bewoning betrokken, daar zij niet voldeed aan de "modelbevolking" die voor de polder moest worden aangetrokken. Zelfs de vraag van een Urker burgemeester aan ingenieur Sikke Smeding, die verantwoordelijk was voor de inrichting van de polder, of Urker studenten aan de landbouwschool in Meppel kans maakten op een boerderij in de polder, in reactie op de overbevolking van Urk, leverde slechts een enkele toewijzing van een boerderij op. De visserij liep door de Zuiderzeewerken grote schade op; met de komst van de Noordoostpolder verdwenen visgronden, (hetgeen zich in de beginjaren soms uitte in een vijandige houding tegen de nieuwe bewoners) en door het verlies van het IJsselmeer was de Urker vissersvloot gedwongen om zich te verplaatsen naar andere havens aan de Noordzee en Waddenzee.

## Eerste Wereldoorlog
Tijdens de Eerste Wereldoorlog werd er op Urk een interneringskamp voor buitenlandse officieren ingericht. Tot 1917 verbleven er enkele tientallen officieren, die afkomstig waren uit België, Frankrijk en het Verenigd Koninkrijk. Naast de officieren waren er ook Belgische soldaten geïnterneerd voor dienstverlenende functies. Vanwege de Nederlandse neutraliteitspolitiek moesten soldaten van vreemde mogendheden verre gehouden worden van oorlogshandelingen gericht tegen een van de strijdende partijen.

## Tweede Wereldoorlog

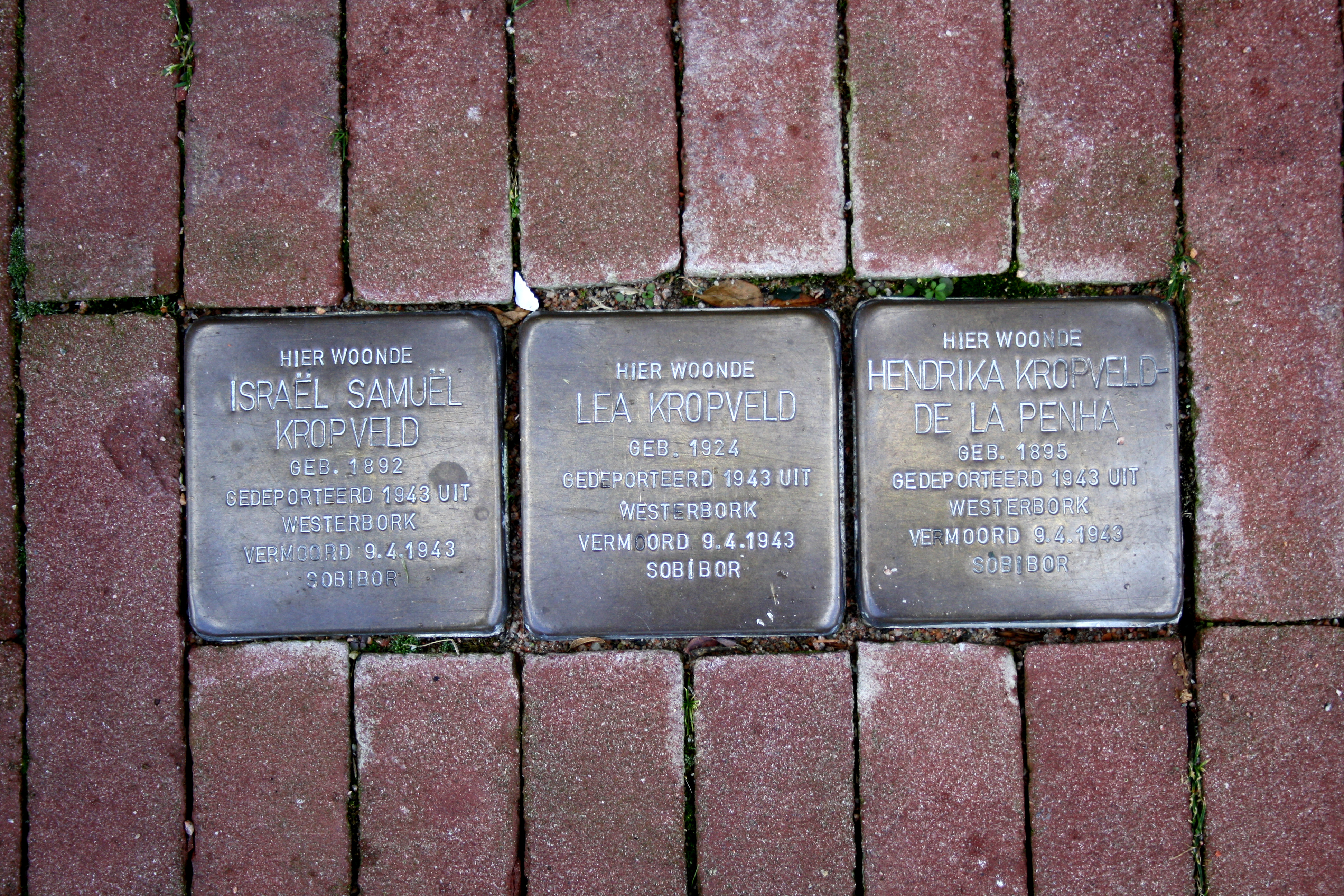
Stolpersteine voor het gezin Kropveld aan de Oranjestraat

De Duitse bezetting liet ook Urk niet onberoerd. Als klein en tamelijk geïsoleerd vissersdorp had Urk tijdens de eerste oorlogsjaren geen permanente bezetting. De Noordoostpolder was nog niet drooggemalen, waardoor Urk nog steeds slecht bereikbaar was via het land. Razzia's hadden doorgaans dan ook weinig resultaat, omdat de Urkers de Duitse boten van ver aan zagen komen over het water. Een uitzondering was de 'Grote Razzia' van 18 november 1944, waarbij de Duitsers Urk via de polder naderden en in één keer tachtig mannen en jongens konden oppakken.
Urk was vanuit de lucht een makkelijk oriëntatiepunt voor geallieerde vliegers die aanvallen op Duitsland uitvoerden. In de loop van de oorlog werd het in de lucht boven Urk dan ook steeds drukker. Geallieerde vliegers die neerstortten boven de Noordoostpolder werden soms door Urkers verborgen. Een pilotenlijn liep van Urk via de bootdienst naar Enkhuizen. Gesneuvelde vliegers vonden een rustplaats op de begraafplaats van het Kerkje aan de Zee .
Vanaf 1944 kreeg Urk te maken met permanente bezetting door de Duitsers. Een NSB-burgemeester werd aangesteld. Naarmate de oorlog vorderde werd de voedselsituatie nijpender, maar echt honger leed men op Urk niet. Enkele kinderen uit het westen vonden zelfs onderdak bij Urker gezinnen, waar altijd wel wat vis op tafel stond.
De visserij had sterk te lijden onder de bezetting. In de loop van de oorlog vorderde de bezetter het grootste gedeelte van de Urker kottervloot en raakten veel Urkers hun broodwinning kwijt. Na de oorlog werden de meeste kotters verspreid over Europa teruggevonden en kon de Urker vloot opnieuw worden opgebouwd.
De bevrijding van Urk vond plaats op 17 april 1945, enkele weken voor de capitulatie. Op 20 april werden de eerste Canadezen op Urk warm onthaald. Enkele Urkers vonden tijdens de Duitse bezetting de dood. Onder hen één Joods gezin, de familie Kropveld. Hun namen zijn vereeuwigd op het oorlogsmonument bij het Kerkje aan de Zee.

## Naoorlogse periode

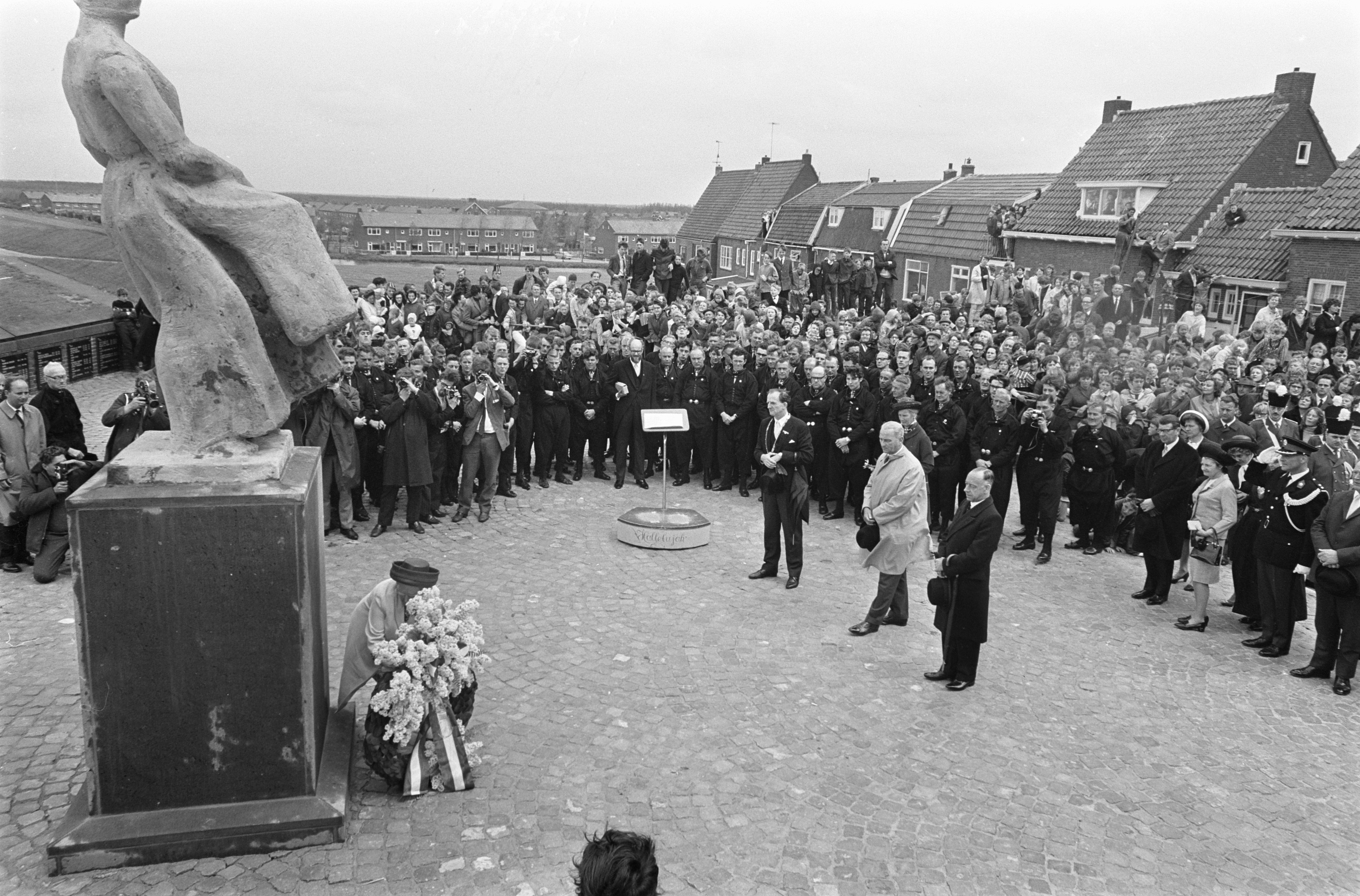
Koningin Juliana legt een krans bij het Urker vissersmonument in 1968

De bevolking van Urk verdubbelde in de eerste twintig jaar na de Tweede Wereldoorlog. De enorme bevolkingsdruk leidde in de jaren '50 mogelijk niet tot migratie omdat ook in andere delen van Nederland grote woningnood heerste. Om de druk wat te verlichten werd uiteindelijk besloten tot grenscorrecties met de in 1962 gevormde gemeente Noordoostpolder. De woningnood is echter gebleven en veel Urkers zijn daarom (onder andere) in het aangrenzende Tollebeek, Espel en Emmeloord gaan wonen.